# Pękalin
Pękalin [pronunciación en polaco: /pɛnˈkalin/] (en alemán: Friedrichswerder) es un pueblo ubicado en el distrito administrativo de Gmina Główczyce, dentro del Condado de Słupsk, Voivodato de Pomerania, en Polonia del norte. Se encuentra aproximadamente a 13 kilómetros al este de Główczyce, a 39 kilómetros al noreste de Słupsk, y a 75 kilómetros al oeste de la capital regional Gdańsk.
Antes de 1945, el área fue parte de Alemania. 
El pueblo tiene una población de 24 habitantes.